# Ruffey-lès-Beaune
Ruffey-lès-Beaune – miejscowość i gmina we Francji, w regionie Burgundia-Franche-Comté, w departamencie Côte-d’Or.
Według danych na rok 1990 gminę zamieszkiwały 622 osoby, a gęstość zaludnienia wynosiła 40 osób/km² (wśród 2044 gmin Burgundii Ruffey-lès-Beaune plasuje się na 381. miejscu pod względem liczby ludności, natomiast pod względem powierzchni na miejscu 621.).